# Morungen
Morungen ist ein Stadtteil der Stadt Sangerhausen in Sachsen-Anhalt.

## Geographie

### Geographische Lage
Der Ort liegt am südlichen Harzrand im Molkenbachtal. Südlich von Morungen erstreckt sich das Naturschutzgebiet „Gipskarstlandschaft Questenberg“, welches durch die typische Karstlandschaft sowie durch seltene Pflanzen wie Orchideen und Hirschzunge besticht.

### Eingemeindungen
Genau 16 Jahre lang vom 1. April 1974 bis zum 31. März 1990 gehörte Morungen zur Gemeinde Großleinungen. Danach war Morungen bis 2005 wieder eine politisch eigenständige Gemeinde. Am 1. Oktober 2005 wurde sie nach Sangerhausen eingemeindet.

## Geschichte
In einem zwischen 881 und 899 entstandenen Verzeichnis der Zehnten des Klosters Hersfeld wird Morungen als zehntpflichtiger Ort Morunga im Friesenfeld erstmals urkundlich erwähnt.

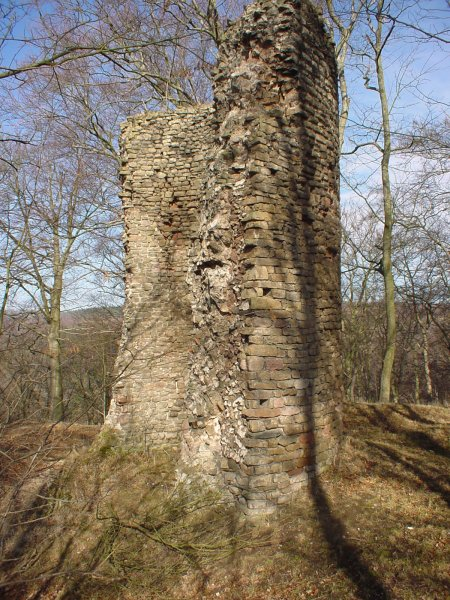
Ruine des Bergfrieds der Burg Neu-Morungen

Die sogenannte Burg Neu-Morungen war wie die offenbar nie fertiggestellte Burg Alt-Morungen Reichsgut und wechselte mehrfach ihre Besitzer. Zu Letzteren zählten auch die beiden Grafen Volrad und Gebhard von Mansfeld, die am 2. Februar 1439 wegen ihres Schlosses Morungen einen Burgfrieden mit ihrem Oheim, Graf Botho zu Stolberg, schlossen. Wenige Zeit später muss jener in den Besitz eines Viertels der Burg Morungen gekommen sein. Am 9. April 1445 bekundet Graf Botho zu Stolberg, dass er mit seinen Oheimen, den Grafen Volrad und Gebhard von Mansfeld, übereingekommen ist, ihm ein weiteres ihrer Viertel an der Burg Morungen abzutreten gegen alle seine Ansprüche auf sein Drittel an der Burg Wippra. Bis zum 21. Juli 1452 ließen die beiden Grafen Botho zu Stolberg und Günther von Mansfeld die Burg Morungen nebst Gerichten und Bergwerken gemeinsam verwalten. Dann halbierten sie den Besitz einschließlich Leinungen, nur die Äcker blieben ungeteilt. Unmittelbar nach Graf Bothos Tod verpfändeten Graf Busso von Mansfeld und dessen Brüder und Vettern ihre Hälfte der Burg Morungen nebst Zubehör am 21. September 1455 an ihren Schwager Graf Heinrich zu Stolberg, der ihnen dafür die Summe von 5.000 Rheinischen Gulden lieh.
Am 20. August 1466 wurde Kurfürst Friedrich von Sachsen für sich und anstatt seines Bruders, des Herzogs Albrecht und seines Vetters, des Herzogs Wilhelm von Sachsen, Landgraf in Thüringen, mit dem Reichslehen des Schlosses Morungen nebst Zubehör, insbesondere den Bergwerken, belehnt, wie es bisher die Grafen von Mansfeld sowie Graf Heinrich zu Stolberg in Besitz hatten. Am 22. Februar des Folgejahres entband Kaiser Friedrich III. den Grafen Heinrich zu Stolberg vom Eid, den er Kaiser und Reich wegen des Schlosses Morungen gemeinsam mit den Grafen von Mansfeld geleistet hatte. Er verwies ihn mit diesem Eid an den Kurfürsten Ernst von Sachsen und dessen Bruder Albrecht. Morungen war demnach seit 1467 ein wettinisches Lehen und die Grafen zu Stolberg hinsichtlich ihrer Hälfte Lehnsträger der Wettiner.
Herzog Albrecht belehnte 1486 die Grafen von Mansfeld mit ihrer Hälfte der Burg Morungen gemeinsam mit der Herrschaft Heldrungen und der Burg Arnstein.
Aus dem Lehnsverband schieden Graf Heinrich d. Ä. und dessen beide Söhne Heinrich d. J. und Botho zu Stolberg aus, als sie am 23. März 1496 ihren halben Anteil an der Burg Neu-Morungen mit dem gleichnamigen Dorf, dem Flecken (Groß-)Leinungen und den Dörfern Rotha, Horla und Horlehagen sowie den wüsten Dorfstätten, Forsten nebst Zubehör für 14.000 Rheinische Gulden an die Grafen von Mansfeld verkauften. Das Bemühen um Nordostabrundung der stolbergischen Besitzungen war damit an der Stärke der benachbarten Grafen von Mansfeld gescheitert.

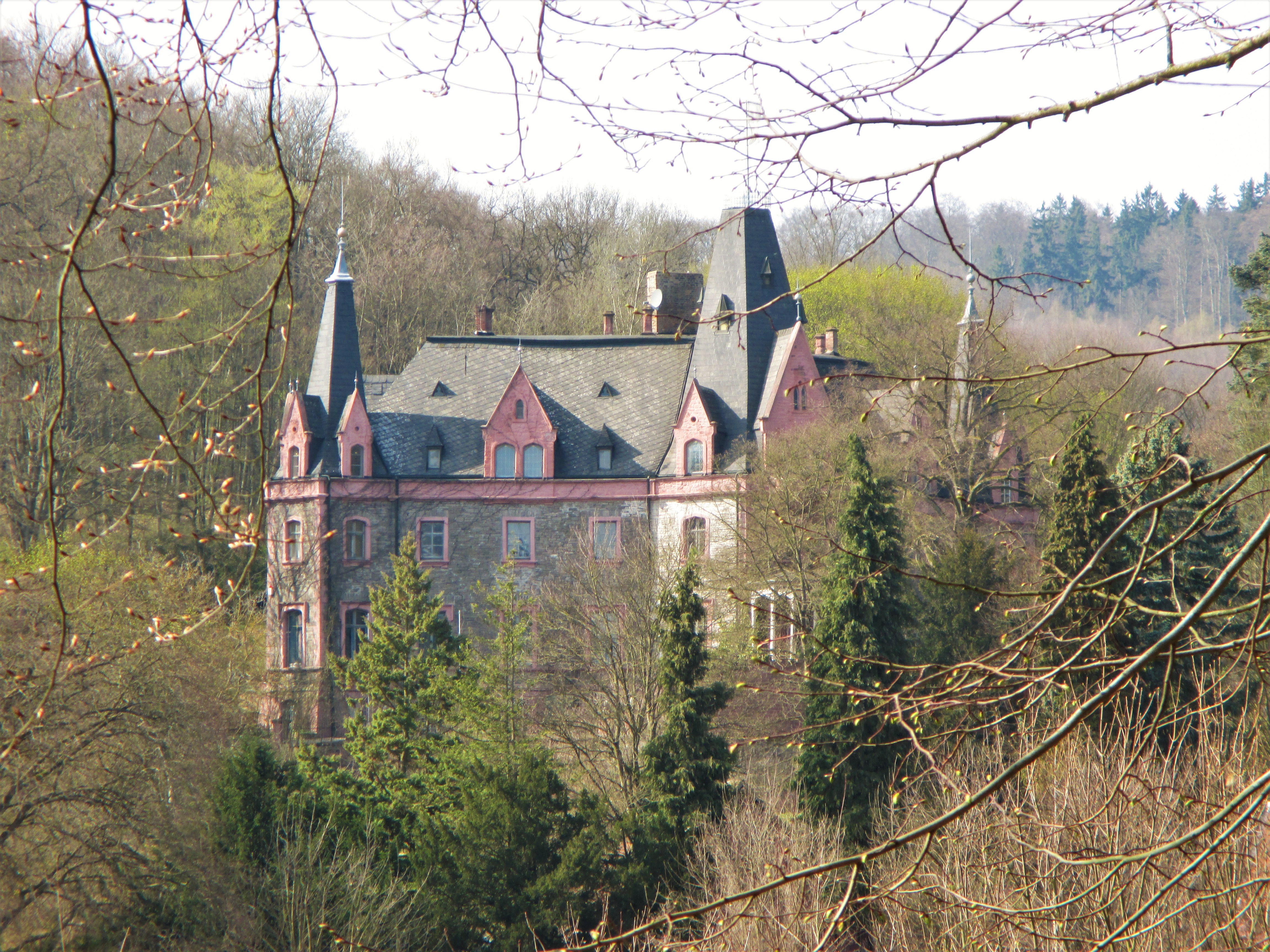
Neues Schloss Morungen

Das Neue Schloss wurde viele Jahre als Kureinrichtung der Krankenkasse der DDR genutzt, noch im  März 1989 wurde im Großen Saal der neue Kronleuchter angebracht.
Am 20. Juni 1995 erwarb der Kaufmann Peter Klaus Glaser aus München die noch vorhandenen Schlösser in Morungen, das sogenannte alte Schloss und das neue Schloss, ehemals erbaut von den Freiherren von Eller-Eberstein, die saniert wurden.

## Kirche

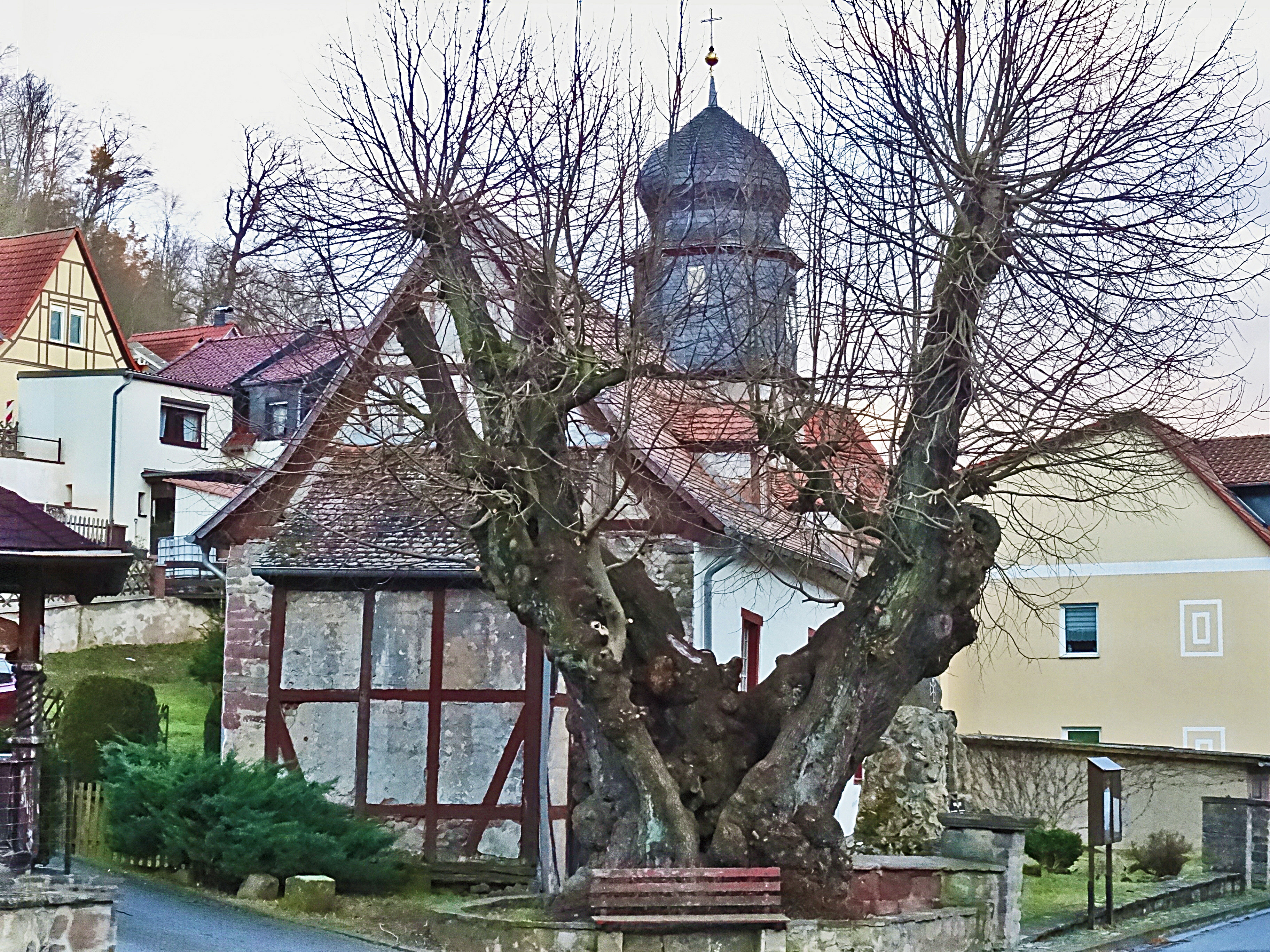
St.-Nicolai-Kirche und ca. 700-jährige Dorflinde

St. Nicolai (Morungen)

## Söhne und Töchter des Ortes
- Heinrich von Morungen (um 1200) war ein bedeutender deutscher Minnesänger